# 詭道幽蘭介
詭道幽蘭介（学名：Clithrocytheridea kueidowia）为荊花介科幽蘭介屬下的一个种。